# 山口理惠
山口理惠（1986年10月20日—），日本女性配音員、演員。曾隸屬於81 Produce。

## 人物
在2010年11月之前隸屬JTB Entertainment。同年的12月則為81 Produce。興趣是工作與解謎，特技為數獨與捲舌唱歌、烹飪。有弟弟 與哥哥。
2017年3月1日，山口理惠在Blog宣布自己已於2月28日退出81 Produce，並且不再從事聲優工作。

## 作品

### 電視動畫
2009年
- 元素獵人（漢娜‧韋伯）
- 東京地震8.0（志願者角色）
- 貓願三角戀（太田榮子；少女；陸上部員；女學生；幼貓）

2010年
- 神隱之狼（石我木 雅美）
- 吸血鬼同盟（安娜；YUMI；女子；校内廣播人員；女子執行部員；變身女）

2011年
- 神樣DOLLS（杣木由良子；店員）
- 這樣算是殭屍嗎？（平松妙子；護士）
- Sacred Seven（山口揚羽）
- 爆漫王。（女學生）
- 緋彈的亞莉亞（女學生A、廣播員、女學生B）
- 結界女王（特莉丝‧麥肯齊）
- 星光少女（實行委員）
- 戰國鬼才傳（お吟）
- 沉默的森田同學。（牧先生）

2012年
- 加速世界（生徒アバターB）
- 這樣算是殭屍嗎？ 第二季（平松妙子）
- 探偵オペラ ミルキィホームズ 第2幕（カップルの女）

### OVA
- .hack//Quantum（公會成員）

### 遊戲
- 手機遊戲（藤堂由里）

## 腳註
1. ↑  （日語） 手術…。 （页面存档备份，存于） - りえのえり（本人部落格、於2010年2月1日發表）
2. ↑  （日語） アイスと車。 （页面存档备份，存于） - りえのえり（本人部落格、於2010年8月17日發表）
3. ↑  . 山口理惠Official Blog. 2017-03-01  [2017-03-07]. （原始内容存档于2017-03-07） （日语）.

## 外部連結
- 山口理恵：所属俳優：81produce （日語）
- JTBエンタテインメント：山口理恵 （日語）
- 山口理恵オフィシャルブログ「りえのえり」Powered by Ameba （页面存档备份，存于） （日語）